# Last Emperor
The Last Emperor (nacido como Jamal Gray), es un rapero nativo de Filadelfia conocido por ser uno de los mejores artistas de hip hop underground desde mediados de los 90. Jamal Gray tomó su apodo profesional de la película de Bernardo Bertolucci llamada The Last Emperor. Se graduó en el Instituto de Overbrook en Filadelfia, para posteriormente licenciarse en ciencias en la Universidad de Lincoln. Tras mudarse a New York, comenzó su carrera como rapero. The Last Emperor rápidamente se ganó un verso en el tema C.I.A "Criminals In Action" de KRS-One leyenda del hip-hop y Zack de la Rocha el líder de la banda Rage Against the Machine en 1998. Dos años después de su licenciatura, consiguió un contrato discográfico con Aftermath Records. El joven rapero se convirtió en un protegido del legendario productor Dr. Dre aunque diferencias con un grupo de productores de Interscope el sello con el que está afiliado Aftermath provocó que decidiera alejarse del sello. En 2002 firmó por Rawkus Records. Last Emperor también posee su propio sello discográfico, llamado Red Planet Music Corp. distribuido por Raptivism.
Además, ha trabajado con raperos como Redman, EPMD, Das EFX, K-Solo, Common, The Roots y KRS-One, y ha actuado en Lyricist Lounge en varias ocasiones. Last Emperor ha viajado por Dinamarca [Roskilde Festival], Londres [Jam In The Park] y Noruega [Quart Festival], y estuvo como MC invitado por el grupo Gorillaz.
En el 2002 aparece en Internet "The Legend of Bigfoot" un disco que tenía varios demos y sencillos que The Last Emperor había grabado pero no fue realizado oficialmente.
Actualmente en Raptivism Records, ha pasado por dos sellos populares en el pasado como son Aftermath Records y Rawkus Records. Last Emp lanzó su álbum debut Music, Magic, Myth en 2003. Se esperaba que sacara un nuevo álbum en 2005, pero en su lugar salió Hidden Treasures un Mixtape. En 2009 comenzó a trabajar en un nuevo álbum que saldrá a fines de 2010, el álbum se llamará "The Wizard's Wardrobe" siendo uno de los regresos más esperados en el ambiente underground del Hip-Hop.

## Discografía

### Álbumes
- 2003: Music, Magic, Myth
- 2004: Palace of the Pretender (Versión europea de Music, Magic, Myth)

- Datos: Q9020703